# Kurt Lamberts
Kurt Lamberts (* 21. August 1911 in Mönchengladbach; † 1988 in Clausthal-Zellerfeld) war ein deutscher Ingenieur und Hochschullehrer.

## Leben
Lamberts studierte ab 1919 an der Technischen Hochschule München Elektrotechnik. 1930 wurde er im Corps Rheno-Palatia München recipiert. Er wechselte an die TH Braunschweig. 1939 wurde er am Institut für Fernmelde- und Hochfrequenztechnik zum Dr.-Ing. promoviert. Im Zweiten Weltkrieg war er als wissenschaftlicher Mitarbeiter der Kriegsmarine maßgeblich beteiligt an Forschungen in der Funkmesstechnik. Dabei ging es vor allem um die Entwicklung von Breitbandantennen und Absorptionsstoffe für Radarziele. Nach dem Krieg habilitierte sich Lamberts an der Fakultät für Maschinenwesen der TH Braunschweig. 1945/46 war er kommissarischer Leiter des Instituts für Fernmelde- und Hochfrequenztechnik, 1948/49 Gastdozent an der School of Electronics and Computer Science, University of Southampton. 1951 ernannte ihn die TH Braunschweig zum apl. Professor. Die Pädagogische Hochschule Hannover berief ihn 1956 als Professor für Elektrotechnik. 1966 folgte er dem Ruf der Technischen Universität Clausthal auf ihren Lehrstuhl für Regeltechnik und Elektronik.